# 3 Pułk Strzelców (Imperium Rosyjskie)
3 pułk strzelców (ros. 3-й стрелковый полк) – pułk piechoty Armii Imperium Rosyjskiego.

## Charakterystyka
Pułk został sformowany .
Święto pułkowe obchodzono 6 grudnia.

Sformowany 22 października 1826. Stacjonował między innymi w m. Łódź.

 W przededniu I wojny światowej pułk etatowo posiadał dwa bataliony po cztery kompanie oraz kompanię tyłową. Kompania piechoty czasu wojny liczyła około 240 żołnierzy i 4–5 oficerów. Na szczeblu pułku występował także pododdział karabinów maszynowych (8 km), łączności (w tym 14 konnych gońców i 21 telefonistów) i zwiadowczy (64 zwiadowców, w tym 4 kolarzy).
W 1914 jednostka wchodziła w skład 1 Brygady Strzelców (14 Korpus Armijny)..
Od 1913 służbę w pułku pełnił Aleksander Szacki.